# Турецкая Республика Северного Кипра и Европейский союз
Турецкая Республика Северного Кипра и Европейский союз — двусторонние дипломатические отношения между Европейским союзом (ЕС) и частично признанной Турецкой Республикой Северного Кипра (ТРСК).

## Правовая ситуация
Из-за продолжающегося Кипрского конфликта ТРСК признана только Турцией, которая является страной-кандидатом на вступление в Европейский союз. Все остальные страны Европейского союза признают Республику Кипр, единственным законным правительством для всего острова. Однако Республика Кипр де-факто контролирует только юг острова, в то время как правительство ТРСК контролирует север.
Северная часть Кипра де-юре является частью ЕС так как считается территорией Республики Кипр. Высказывались предположения, что присоединение Республики Кипр к ЕС послужит катализатором для объединения с северной частью страны и 1 мая 2004 года унитарное государство киприотов-греков и киприотов-турок вступит в Европейский союз. В итоге киприоты-турки поддержали План Аннана по воссоединению страны, в том числе из-за желания быть частью ЕС. Тем не менее, план объединения был отвергнут киприотами-греками, и Кипр вступил в ЕС в лице Республики Кипр.

## Статус в ЕС
По состоянию на 2018 год Европейский союз считает, что север острова не контролируется правительством Республики Кипр, возглавляемого киприотами-греками и на него не распространяется законодательство ЕС. Евро также официально не может использоваться ТРСК, хотя эта валюта широко распространена. Республика Кипр не присоединилась к Шенгенскому соглашению и Европейскому единому рынку из-за отсутствия пограничного контроля на севере страны. Однако, турки-киприоты  считаются гражданами Европейского Союза, поскольку ЕС считает их гражданами Кипра, проживающих на территории не подконтрольной правительству Республики Кипр.
Места в Европейском парламенте распределяются исходя из общей численности населения как северного, так и южного Кипра. В связи с этим возникают проблемы, так как фактически киприоты-турки не могут голосовать и были выдвинуты предложения о том, чтобы представители ТРСК заседали в Европейском парламенте для защиты интересов своих граждан. Натурализованным гражданам ТРСК или иностранцам, имеющим паспорт с печатью органов власти ТРСК, может быть отказано во въезде в Республику Кипр и Грецию, хотя после вступления Республики Кипр в ЕС такие ограничения были ослаблены в результате принятия мер по укрепления доверия между Афинами и Анкарой, а также из-за частичного открытия Зелёной линии властями ТРСК. Республика Кипр также разрешает проход через Зелёную линию из той части Никосии, которую она контролирует, а также из нескольких других выбранных пунктов пропуска, поскольку ТРСК не ставит в паспортах въездные штампы для таких пересечений границы. С мая 2004 года некоторые туристы стали прилетать в Республику Кипр, а затем пересекать Зелёную линию, чтобы провести отпуск на северной части Кипра.

### Евро
Северный Кипр юридически является частью ЕС, но законодательство Европейского союза не распространяется на него так как север находится под контролем Турецкой Республики Северного Кипра, которую правительство ЕС не признает. ТРСК использует турецкую лиру вместо евро, хотя эта валюта используется наряду с лирой и прочими. В случае разрешения Кипрского конфликта и воссоединения острова — евро также станет официальной валютой на севере страны. Принятие евро могло бы исправить ситуацию с инфляцией на севере путем обеспечения стабильности цен. Монеты евро Кипра имеют наименование как на греческом, так и на турецком языках.

## Торговля
После референдума об объединении в апреле 2004 года и поддержки плана Аннана со стороны общины киприотов-турок Европейский союз взял на себя обязательство положить конец изоляции ТРСК. Предложение о торговле между Европейским союзом и киприотами-турками так и не было реализовано из-за оппозиции со стороны киприотов-греков, которые утверждают, что факт наличия торговых отношений будет означать косвенное признание ТРСК. В 2010 году в Европейском парламенте вновь обсуждалась возможность начать торговлю с ТРСК, но Республика Кипр выступила против этого.

## Программа помощи
Европейский союз оказывает помощь киприотам-туркам в разработке и подготовке к применению законодательства ЕС, что в случае воссоединения поможет применить данные законы на всей территории Кипра. Руководствуясь Положением о финансовой помощи, ЕС профинансировал инфраструктурные проекты, развитие гражданского общества и провел обучение по законодательству ЕС для ТРСК. Киприоты-турки ввели ряд институтов, таких как Координационный офис ЕС, для упрощения взаимодействия с Европейским союзом.

## Зелёная линия
Регламент Зелёной линии был введен для регулирования движения через границу, которая разделяет общины киприотов-греков и киприотов-турок, а также для содействия экономическому развитию севера страны. Чтобы избежать косвенного признания ТРСК, Европейская комиссия имеет дело с Кипрско-турецкой торговой палатой, а не с министерствами.